# Трифон Симидчиев
Трифон Симидчиев е български духовник от Източна Македония.

## Биография
Роден е на 15 юни 1906 година в драмското село Волак, тогава в Османската империя. Преселва се в България, където през 1945 година е ръкоположен за игумен на манастира „Свети Георги“ край Жостово (от 1951 г. Хаджидимово), където пише летописна книга за създаването на манастира. През октомври 1949 година е интерниран със семейството си в Рибарица по подозрение, че укрива диверсанти в манастира. По-късно е арестуван и инквизират от Държавна сигурност в Плевен, но през 1953 година е оправдан и освободен. Завръща се в манастира „Свети Георги“ и посвещава живота си на възстановяването му, след като е полуразрушен и разграбен от комунистическите власти. Трифон Симидчиев умира на 24 август 1996 година. Погребан е до църквата в Хаджидимовския манастир.
През 2008 година общинския съвет на Хаджидимово преименува улица в града на негово име.